# Liste der Nummer-eins-R&B-Alben in den USA (1966)
Dies ist eine Liste der Nummer-eins-Alben in den von Billboard ermittelten Verkaufscharts für R&B-Alben in den USA im Jahr 1966. In diesem Jahr gab es zehn Nummer-eins-Alben.
| ← 1965 ← | Liste der Nummer-eins-R&B-Alben in den USA | Liste der Nummer-eins-R&B-Alben in den USA | Liste der Nummer-eins-R&B-Alben in den USA | 1967 →                    |
| \| Zeitraum \| Wo. ges. \| Interpret \| Titel \| Zusätzliche Informationen \| \| (Zeitraum, Wochen auf Platz eins, Interpret, Titel, zusätzliche Informationen) \| \| \| \| \| \| ------------------------------------------------------------------------------ \| -------- \| ------------------------------ \| --------------------------- \| ------------------------- \| \| 1. Januar 1966 – 14. Januar 1966 2 Wochen (insgesamt 5) \| 5 \| The Temptations \| The Temptin’ Temptations[1] \| - \| \| 15. Januar 1966 – 21. Januar 1966 1 Woche (insgesamt 1) \| 1 \| Smokey Robinson & The Miracles \| Going to a Go-Go[2] \| - \| \| 22. Januar 1966 – 4. März 1966 6 Wochen (insgesamt 11) \| 11 \| The Temptations \| The Temptin’ Temptations \| - \| \| 5. März 1966 – 25. März 1966 3 Wochen (insgesamt 4) \| 4 \| Smokey Robinson & The Miracles \| Going to a Go-Go \| - \| \| 26. März 1966 – 22. April 1966 4 Wochen (insgesamt 15) \| 15 \| The Temptations \| The Temptin’ Temptations \| - \| \| 23. April 1966 – 29. April 1966 1 Woche (insgesamt 1) \| 1 \| The Supremes \| I Hear a Symphony[3] \| - \| \| 30. April 1966 – 13. Mai 1966 2 Wochen (insgesamt 2) \| 2 \| Jimmy Smith \| Got My Mojo Workin’[4] \| - \| \| 14. Mai 1966 – 20. Mai 1966 1 Woche (insgesamt 1) \| 1 \| Ray Charles \| Crying Time[5] \| - \| \| 21. Mai 1966 – 29. Juli 1966 10 Wochen (insgesamt 10) \| 10 \| Lou Rawls \| Live![6] \| - \| \| 30. Juli 1966 – 19. August 1966 3 Wochen (insgesamt 3) \| 3 \| The Temptations \| Gettin’ Ready[7] \| - \| \| 20. August 1966 – 26. August 1966 1 Woche (insgesamt 1) \| 1 \| Sam & Dave \| Hold On, I’m Comin’[8] \| - \| \| 27. August 1966 – 16. September 1966 3 Wochen (insgesamt 6) \| 6 \| The Temptations \| Gettin’ Ready \| - \| \| 17. September 1966 – 30. September 1966 2 Wochen (insgesamt 12) \| 12 \| Lou Rawls \| Live! \| - \| \| 1. Oktober 1966 – 21. Oktober 1966 3 Wochen (insgesamt 3) \| 3 \| Lou Rawls \| Soulin’[9] \| - \| \| 22. Oktober 1966 – 18. November 1966 4 Wochen (insgesamt 4) \| 4 \| The Supremes \| The Supremes A’ Go-Go[10] \| - \| \| 19. November 1966 – 30. Dezember 1966 6 Wochen (insgesamt 9) \| 9 \| Lou Rawls \| Soulin’ \| - \| |                                            |                                            |                                            |                           |
| ← 1965 |                                            |                                            |                                            | → 1967 →                  |
| Zeitraum | Wo. ges.                                   | Interpret                                  | Titel                                      | Zusätzliche Informationen |
| (Zeitraum, Wochen auf Platz eins, Interpret, Titel, zusätzliche Informationen) |                                            |                                            |                                            |                           |
| 1. Januar 1966 – 14. Januar 1966 2 Wochen (insgesamt 5) | 5                                          | The Temptations                            | The Temptin’ Temptations                   | -                         |
| 15. Januar 1966 – 21. Januar 1966 1 Woche (insgesamt 1) | 1                                          | Smokey Robinson & The Miracles             | Going to a Go-Go                           | -                         |
| 22. Januar 1966 – 4. März 1966 6 Wochen (insgesamt 11) | 11                                         | The Temptations                            | The Temptin’ Temptations                   | -                         |
| 5. März 1966 – 25. März 1966 3 Wochen (insgesamt 4) | 4                                          | Smokey Robinson & The Miracles             | Going to a Go-Go                           | -                         |
| 26. März 1966 – 22. April 1966 4 Wochen (insgesamt 15) | 15                                         | The Temptations                            | The Temptin’ Temptations                   | -                         |
| 23. April 1966 – 29. April 1966 1 Woche (insgesamt 1) | 1                                          | The Supremes                               | I Hear a Symphony                          | -                         |
| 30. April 1966 – 13. Mai 1966 2 Wochen (insgesamt 2) | 2                                          | Jimmy Smith                                | Got My Mojo Workin’                        | -                         |
| 14. Mai 1966 – 20. Mai 1966 1 Woche (insgesamt 1) | 1                                          | Ray Charles                                | Crying Time                                | -                         |
| 21. Mai 1966 – 29. Juli 1966 10 Wochen (insgesamt 10) | 10                                         | Lou Rawls                                  | Live!                                      | -                         |
| 30. Juli 1966 – 19. August 1966 3 Wochen (insgesamt 3) | 3                                          | The Temptations                            | Gettin’ Ready                              | -                         |
| 20. August 1966 – 26. August 1966 1 Woche (insgesamt 1) | 1                                          | Sam & Dave                                 | Hold On, I’m Comin’                        | -                         |
| 27. August 1966 – 16. September 1966 3 Wochen (insgesamt 6) | 6                                          | The Temptations                            | Gettin’ Ready                              | -                         |
| 17. September 1966 – 30. September 1966 2 Wochen (insgesamt 12) | 12                                         | Lou Rawls                                  | Live!                                      | -                         |
| 1. Oktober 1966 – 21. Oktober 1966 3 Wochen (insgesamt 3) | 3                                          | Lou Rawls                                  | Soulin’                                    | -                         |
| 22. Oktober 1966 – 18. November 1966 4 Wochen (insgesamt 4) | 4                                          | The Supremes                               | The Supremes A’ Go-Go                      | -                         |
| 19. November 1966 – 30. Dezember 1966 6 Wochen (insgesamt 9) | 9                                          | Lou Rawls                                  | Soulin’                                    | -                         |